# Bernardino Cirillo
Bernardino Cirillo (L'Aquila, 20 maggio 1500 – Roma, 19 giugno 1575) è stato uno scrittore, storico e religioso italiano.

## Biografia
Nacque all'Aquila nel 1500 da Pietro Sarti de' Cirilli e Gemma Bucci, di estrazione popolare, primogenito di sette figli.
Alla morte prematura del padre poté proseguire gli studi grazie all'aiuto economico di un mecenate locale ma, nel 1519, alla morte della madre, fu costretto temporaneamente ad abbandonare gli studi. Riuscì in seguito a terminarli sotto l'egida di Giovan Battista Lepidi e si trasferì a Roma dove si laureò nel 1526. L'anno seguente tornò all'Aquila dove divenne cancelliere del comune, in un contesto sociale molto difficile, con la città provata dalla guerra e dall'epidemia di peste. Successivamente fu vicario di Cittaducale.
Nel 1529 fu nominato ambasciatore aquilano presso la corte di Carlo V a Napoli, dove tentò inutilmente di rinegoziare le terre del contado tolte dagli Asburgo alla città. Tornò quindi alla vecchia carica di vicario a Cittaducale e Rieti. Quindi fu nominato arciprete alla basilica della Santa Casa di Loreto dove rimase fino al 1553. Nei due anni successivi fu vicario a Fermo.
Nelle Marche il Cirillo poté finalmente dedicarsi alla passione per la letteratura, riuscendo a scrivere nel 1540 gli Annali della città dell'Aqvila con l'historie del svo tempo, pubblicati poi nel 1570. La monumentale opera narra la storia dell'Aquila a partire dalla sua fondazione, ove la ricerca storica e l'esercizio mnemonico – secondo l'autore, che illustra la sua concezione nell'introduzione all'opera – sono concepite come madri della sapienza. La narrazione degli Annali giunge fino al 1535; un anonimo proseguì poi il racconto fino al 1585. Il disegno di copertina fu affidato al pittore di scuola raffaellesca Pompeo Cesura con incisione a cura di Orazio De Santis.
Nel 1555, con l'elezione di papa Paolo IV, figlio dell'aquilana Vittoria Camponeschi, fu chiamato a Roma dal cardinale Carlo Carafa (nipote della Camponeschi) ed ottenne un posto nella cancelleria apostolica. Negli anni seguenti successe a Giovanni Francesco Bini nel canonicato della basilica di Santa Maria Maggiore, quindi fu nominato commendatore dell'arcispedale di Santo Spirito in Saxia, facendovi realizzare il Palazzo del Commendatore. Durante il periodo romano il Cirillo acquisì un notevole prestigio e fu in procinto d'essere nominato cardinale, rifiutando in più di una occasione. Con l'ascesa di papa Pio IV la sua posizione venne tuttavia messa in discussione.
Morì nel 1575. Venne sepolto nella chiesa di Santo Spirito in Sassia.

## Opere
- Annali della città dell'Aqvila con l'historie del svo tempo, Roma, Giulio Accolti, 1570;
- Trattato sopra l'historia della Santa Chiesa et Casa della gloriosa Madonna Maria Vergine di Loreto, Venezia, 1572.